# Appiusz Klaudiusz Pulcher (konsul 185 p.n.e.)
Appius Claudius Pulcher – członek patrycjuszowskiego rodu Klaudiuszów Pulcher, jednego z najbardziej wpływowych w okresie republiki. Syn Appiusza Klaudiusza Pulchra, konsula w 212 p.n.e.
Od 197 p.n.e. przez trzy lata służył jako trybun wojskowy pod dowództwem Tytusa Kwinkcjusza Flamininusa w Grecji w wojnie z Filipem V Macedońskim. Ponownie walczy w Grecji w 191 p.n.e. pod dowództwem Marka Bebiusza Tamfilusa w wojnie z Antiochem III Wielkim, a następnie pod dowództwem konsula Maniusza Acyliusza Glabriona przeciwko Związkowi Etolskiemu. W 187 p.n.e. został pretorem i przez losowanie przypadło mu namiestnictwo Tarentu. Konsul w 185 p.n.e. Walczył z plemionami Ligurów. Przez interwencję w obrady komicjów zapewnił wybór brata, Publiusza, na konsula w roku następnym, 184 p.n.e. W 184 p.n.e. poseł do Macedonii i Grecji z zadaniem przeciwdziałania knowaniom Filipa V, podobnie w 176 p.n.e. w Etolii przeciwko Perseuszowi z Macedonii.